# Język czamski
Język czamski – język ludu Czamów zamieszkującego Kambodżę, Wietnam i wyspę Hajnan, należący do grupy malajsko-polinezyjskiej w ramach austronezyjskiej rodziny językowej. W przeszłości był ważnym kulturowo językiem królestwa Czampa w środkowym Wietnamie. Posiada własne pismo, lecz obecnie najczęściej zapisywany jest alfabetem łacińskim. Występują pewne różnice pomiędzy odmianą używaną w Kambodży i Wietnamie.
Jest spokrewniony z innymi drobnymi językami austronezyjskimi na terenie Azji Południowo-Wschodniej, z którymi tworzy grupę języków czamskich.